# Analiză dimensională
Analiza dimensională este un instrument de principiu folosit în fizică, chimie și tehnică la înțelegerea situațiilor care implică utilizarea combinată a mai multor mărimi fizice. Este un instrument uzual al oamenilor de știință și inginerilor pentru a verifica plauzibilitatea diferitelor tipuri de unități de măsură derivate, a consistenței ecuațiilor și a metodelor de calcul. Este folosită de asemenea pentru a face ipoteze pertinente asupra fenomenelor fizice care să fie verificate experimental sau prin teorii mai evoluate.

## Metoda de lucru algebric cu dimensiuni
- verificarea corectitudinii scrierii relațiilor fizice;
- obține rezultate noi din considerente pur dimensionale;

## Principiul omogenității
Orice relație fizică (între mărimi) trebuie să treacă într-o relație matematică între numere. Pentru acestea termenii unei relații trebuie să fie omogeni = să aibă aceaṣi dimensiune = echidimensionali

## Teorema invarianței
Pentru ca o relație fizică să fie invariantă la schimbarea unității de măsură  este necesar ca mărimile derivate să se exprime în funcție de mărimile fundamentale ca un produs de puteri.

### Exemplu
Fie {\displaystyle f(m,v,E_{c})=0\,}, o relație funcțională pentru energia cinetică a punctului material, unde: {\displaystyle m\,} este masa, {\displaystyle v\,} este viteza și {\displaystyle E_{c}\,} este energia cinetică.
Mărimi fundamentale pentru {\displaystyle E_{c}\,}: {\displaystyle m\,}, {\displaystyle v\,}
Mărimea derivată: {\displaystyle E_{c}\,}.
{\displaystyle E_{c}=m^{r_{1}}v^{r_{2}}\,}
{\displaystyle [E_{c}]=ML^{2}T^{-2};\quad [m]=M;\quad [v]=LT^{-1}}
{\displaystyle ML^{2}T^{-2}={(M)}^{r_{1}}{(LT^{-1})}^{r_{2}}}
deci {\displaystyle r_{1}=1;r_{2}=2\,}
{\displaystyle \Rightarrow E_{c}=Ct\cdot mv^{2}}
unde {\displaystyle Ct} este o constantă.

## Teorema Produselor
{\displaystyle f(x_{1},\dots ,x_{i},y_{k+1},\dots ,y_{k+j},\dots ,y_{n})=0}
{\displaystyle f(\prod _{i=1}^{N}\dots \prod _{i=N-k}^{N})=0}
unde {\displaystyle \prod _{i=N-k}^{N}} - complexe adimensionale; k-rangul matricii dimensionale
{\displaystyle x_{1}\dots x_{i}\dots x_{k}\dots x_{n}}
{\displaystyle [x_{i}]=L^{\alpha i}M^{\beta i}\dots }
{\displaystyle {\begin{bmatrix}\alpha _{1}&\cdots &\alpha _{n}\\\vdots &\ddots &\vdots \\\dots &\cdots &\dots \end{bmatrix}}\!}
{\displaystyle {\begin{matrix}\prod _{a}\end{matrix}}={\frac {a}{\prod fundamentale}}}

### Exemplu (Similitudine)
Acceleraṭia căderii libere a unui corp la suprafaṭa unui astru sferic omogen de rază R și masă m depinde de: m, R, k unde k este constanta atracției universale. Dacă pentru un astru cu raza R ṣi masa m corpurile cad liber cu accelerația g=10 m/s la pătrat, cu ce accelerație vor cădea corpurile la suprafața unui astru cu raza R'=R/2 și de masă m'=m/10? (Planeta Marte).
- Rezolvare:

{\displaystyle g=f(m,R,K)\!}
{\displaystyle [g]=LT^{-2};[m]=M;[k]=L^{3}T^{-2}M^{-1}}
{\displaystyle f(m,R,K,g)=0\rightharpoondown n=4}
{\displaystyle rang=3;k=3;n-k=1}
{\displaystyle {\begin{matrix}\prod _{g}\end{matrix}}={\frac {g}{m^{r_{1}}R^{r_{2}}k^{r_{3}}}}}
{\displaystyle r_{2}+3r_{3}=1;r_{1}-r_{3}=0;-2r_{3}=-2}
{\displaystyle r_{3}=1;r_{1}=1;r_{2}=-2}
{\displaystyle {\begin{matrix}\prod _{g}\end{matrix}}={\frac {gR^{2}}{mk}}}
{\displaystyle {\begin{matrix}\prod _{g}'\end{matrix}}={\frac {g'R'^{2}}{m'k'}}}
- Din Teorema lui Newton:

{\displaystyle {\begin{matrix}\prod _{g}'\end{matrix}}={\begin{matrix}\prod _{g}\end{matrix}}}
{\displaystyle {\frac {gR^{2}}{mk}}={\frac {g'R'^{2}}{m'k'}}}
{\displaystyle {\frac {gR^{2}}{mk}}={\frac {g'R'^{2}}{m'k'}}}
{\displaystyle {\frac {gR^{2}}{mk}}={\frac {g{\frac {R^{2}}{4}}}{{\frac {m}{10}}k}}}
{\displaystyle \Rightarrow g'=4{\frac {m}{s^{2}}}}